# Karl Berger
Karl Berger (30. března 1935 Heidelberg – 9. dubna 2023) byl německý jazzový vibrafonista a klavírista. V letech 1948 až 1954 studoval na konzervatoři v Heidelbergu. V roce 1971 založil v newyorském Woodstocku spolu s Ornettem Colemanem a Ingrid Sertso vzdělávací centrum Creative Music Studio. Během své kariéry vydal řadu vlastních alb. Rovněž spolupracoval s mnoha dalšími hudebníky, mezi něž patří například Lee Konitz, Carla Bley, Don Cherry, Charles Mingus a Anthony Braxton.